# Downtown Manhattan Heliport
Downtown Manhattan Heliport, ook wel bekend als Downtown Manhattan/Wall St. Heliport, is een helihaven bij Pier 6 in de East River in Manhattan. Deze openbare luchthaven wordt beheerd door de Port Authority of New York and New Jersey en biedt een lijnverbinding naar John F. Kennedy International Airport en charterverbindingen naar Newark Liberty International Airport, Teterboro Airport, Morristown Municipal Airport en andere luchthavens in en rond New York.
Een groot deel van het verkeer op deze luchthaven komt van de bedrijven op Wall Street en het zakencentrum in Lower Manhattan. Het is ook de vaste landingsplaats voor Marine One als de President van de Verenigde Staten een bezoek aan New York brengt.
De helihaven heeft een helipad, genaamd H1.